# Dallara Stradale
El Dallara Stradale es un automóvil deportivo fabricado por el fabricante de automóviles italiano Dallara. El Stradale es el primer automóvil de carretera fabricado por la empresa; sus principales productos son el desarrollo de chasis para otros fabricantes de automóviles junto con el desarrollo y construcción de coches de carreras. La Stradale es una barchetta en su forma básica, sin puertas, pero es convertible a estilos de carrocería superior berlinetta, roadster y targa después de la instalación de piezas intercambiables.

## Historia y desarrollo

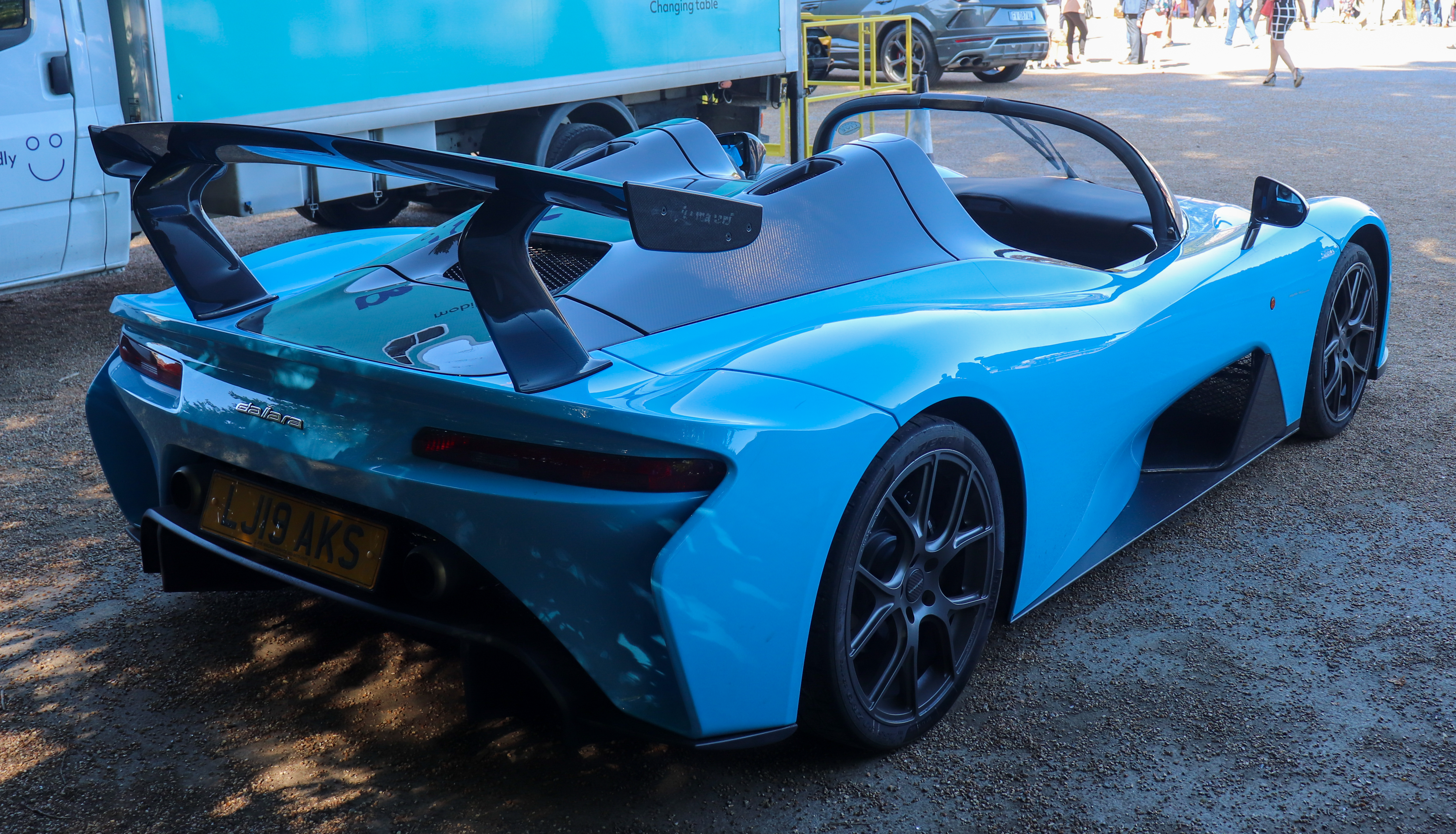
Vista trasera

El fundador de la empresa, Giampaolo Dallara, tenía el deseo de crear un coche que llevara su propio nombre después de haber trabajado con varios fabricantes y supervisado sus proyectos, desde el desarrollo de coches de Fórmula 1 y Fórmula 3 hasta Indycars e incluso el diseño de chasis de coches deportivos para otros. Entre los fabricantes, destacan Ferrari, Lamborghini, McLaren y Alfa Romeo. El desarrollo de dicho automóvil se detuvo seis veces, ya que los fondos recibidos de la finalización de proyectos de otras empresas se invirtieron en el desarrollo de otros proyectos, pero finalmente, después de acumular fondos suficientes para el desarrollo de un automóvil de carretera, el director general de la empresa Andrea Pontremoli se encargó del trabajo de desarrollo.
El desarrollo comenzó en 2015 con el trabajo de diseño contratado para Granstudio, una pequeña consultora de diseño italiana ubicada en Turín. Se realizaron horas de pruebas en el túnel de viento en las maquetas finales para garantizar que el automóvil tuviera una aerodinámica refinada. Los trabajos del chasis fueron realizados por el expiloto de carreras Loris Bicocchi.
Dallara se había inspirado en la filosofía de Colin Chapman de coches deportivos ligeros y minimalistas y el producto final, el Stradale, encarnaba esos principios. Con un peso seco de 855 kg (1885 lb), el Stradale tiene un rendimiento comparable al de los autos deportivos de alto rendimiento y, al mismo tiempo, está enfocado en el conductor.
El primer coche fue entregado al propio Dallara, con motivo de su 81 cumpleaños, en la sede de la empresa en Varano de' Melegari, Italia, en 2017.

## Especificaciones

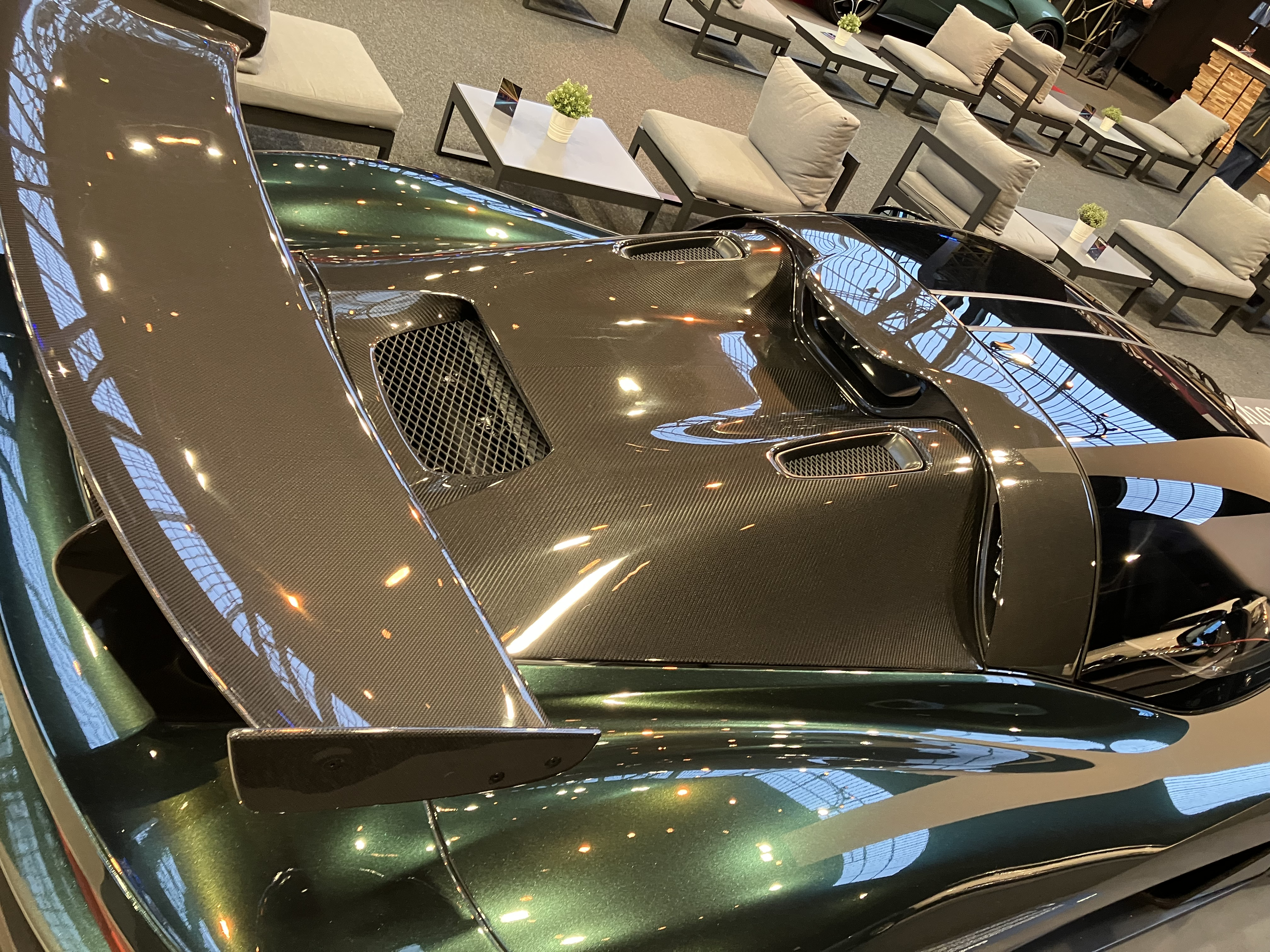
Cubierta del motor de fibra de carbono

El Stradale está propulsado por un motor Ford EcoBoost de cuatro cilindros en línea turboalimentado de 2,3 litros que también se utiliza en el Ford Focus RS . Bosch reelabora el motor para generar una potencia máxima de 400 PS (294 kW; 395 hp) a 6200 rpm y un par máximo de 500 N⋅m (369 lb⋅ft) a 3000-5000 rpm. Bosch también trabajó en la aerodinámica del automóvil y, como resultado, el automóvil con carrocería berlinetta es capaz de generar 820 kg (1.808 lb) de carga aerodinámica con su alerón trasero opcional.
La conversión a diferentes estilos de carrocería fue posible gracias a un parabrisas extraíble fabricado con vidrio de policarbonato apto para deportes de motor y un marco de fibra de carbono. El parabrisas tiene una forma y un limpiaparabrisas central que recuerdan a los coches de carreras del Grupo C de los años 90. Un marco extraíble en forma de T combinado con puertas desmontables de ala de gaviota hace posible la conversión a un techo Targa y una carrocería Berlinetta, pero el conductor entra al automóvil de la misma manera, independientemente de la estructura de la carrocería (es decir, trepando por el costado).
La base del chasis es una bañera hueca de fibra de carbono con una estructura lateral sólida de fibra de carbono para canalizar el aire hacia la parte trasera del coche. El aire de un lado va al motor mientras que el aire del otro lado va al intercooler aire-aire. La bañera de carbono está unida por subestructuras de aluminio en la parte delantera y trasera. Hay dos brazos de control en cada esquina, con los brazos frontales montados directamente en la bañera. El piso del chasis es plano con un divisor delantero montado en la parte delantera y un difusor trasero montado en la parte trasera. Estos elementos combinados sin el alerón trasero opcional crean tanta carga aerodinámica que el formato del automóvil requiere estar equipado con flaps Gurney invertidos que ayudan a mantener el equilibrio aerodinámico adecuado.
El motor está montado transversalmente y se combina con una transmisión manual de 6 velocidades (también del Focus RS) o una transmisión manual automatizada de 6 velocidades opcional con levas de cambio montadas en la columna de dirección que transfieren la potencia del motor a las ruedas traseras. . Ambas transmisiones vienen con un diferencial de deslizamiento limitado Quaife. El Stradale viene con control electrónico de estabilidad de serie que se puede apagar y configurar para que intervenga lo mínimo posible. El sistema de frenos utiliza discos de freno de acero, ya que los ingenieros que trabajaron en el automóvil creían que los discos de freno de acero funcionaban igual de bien sin la complejidad y el costo adicionales de un disco de freno cerámico de carbono. Las pinzas de freno las suministra Brembo.

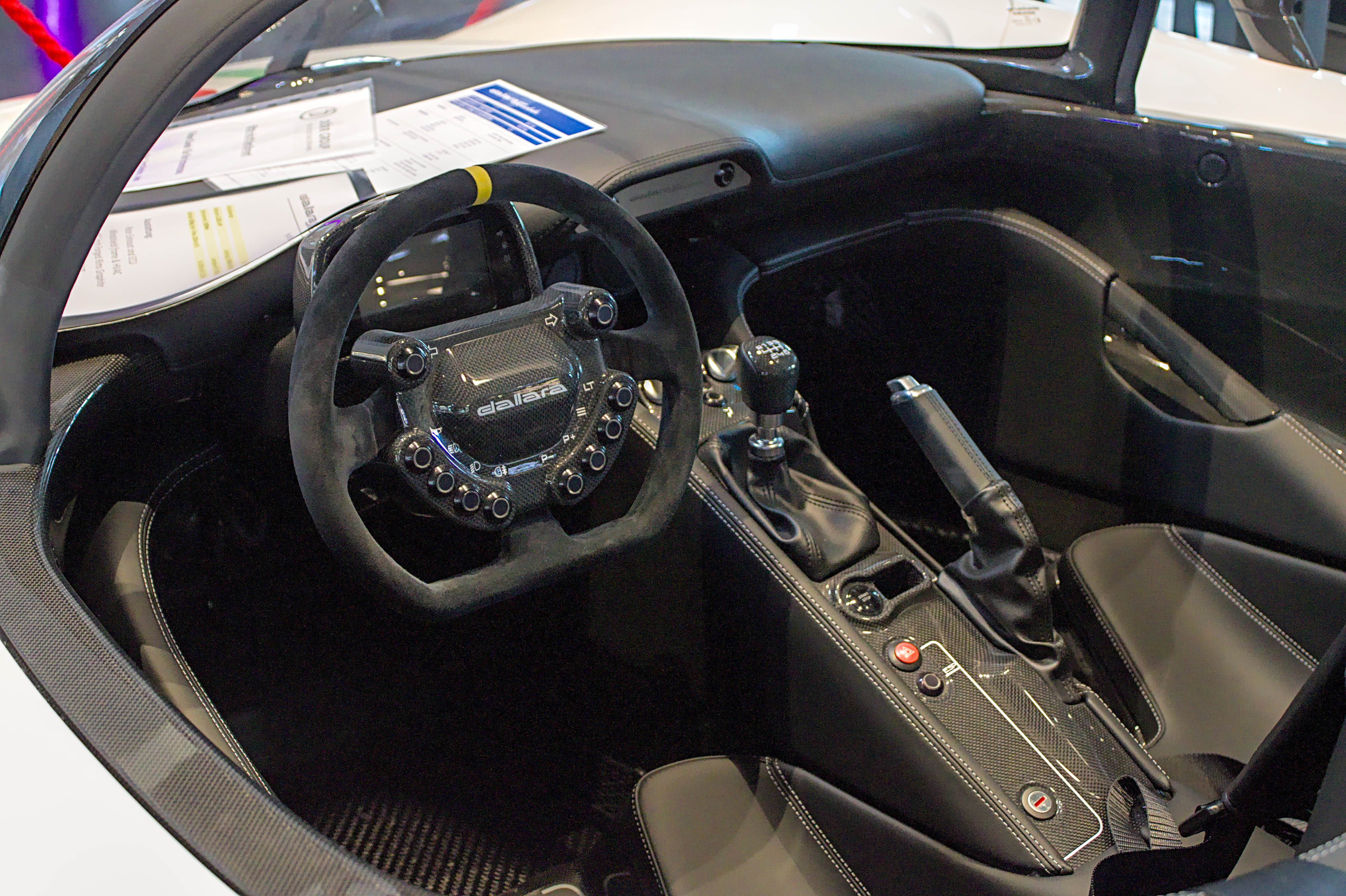
Interior

El interior del coche tiene la fibra de carbono como elemento principal y tiene todos los mandos principales del coche integrados en el volante. La información vital del automóvil, como la velocidad y las rpm, se muestra en una pantalla de estilo deportivo en la columna de dirección. Los asientos son carcasas de fibra de carbono fijadas al chasis y tienen un acolchado de espuma. La columna de dirección y las levas son ajustables para modificar la posición de conducción. Se puede guardar un mínimo de equipaje en dos compartimentos situados detrás del motor y dos compartimentos adicionales en los asientos están diseñados para guardar dos cascos de carrera. El espacio total de estos compartimentos es de cuatro pies cúbicos.
Otras características del automóvil incluyen neumáticos Pirelli Trofeo R, sistema de suspensión activa de carreras mediante suspensión Tractive que reduce la altura de manejo del automóvil en 0,8 pulgadas en modo pista y un acumulador de presión de aceite que permite a la bomba de combustible soportar los 2,0 g de aceleración lateral del chasis. es capaz de generar.

## Actuación
El Stradale puede generar una carga aerodinámica de 400 kg (881 lb) a 241 km/h (150 mph) en su forma básica y 853 kg (1880 lb) con su alerón trasero opcional. El automóvil acelera de 0 a 97 km/h (0 a 60 mph) en 3,2 segundos, de 0 a 161 km/h (0 a 100 mph) en 8,1 segundos, puede completar un cuarto de milla en 11,4 segundos y puede alcanzar la cima. velocidad de 280 km/h (174 mph).

## Producción
La compañía planea producir no más de 600 unidades del Stradale en cinco años, ofreciendo un número limitado de unidades a la venta cada año. Cada coche tiene un coste de 191.000 euros (236.000 dólares estadounidenses) antes de impuestos.

## Dallara EXP

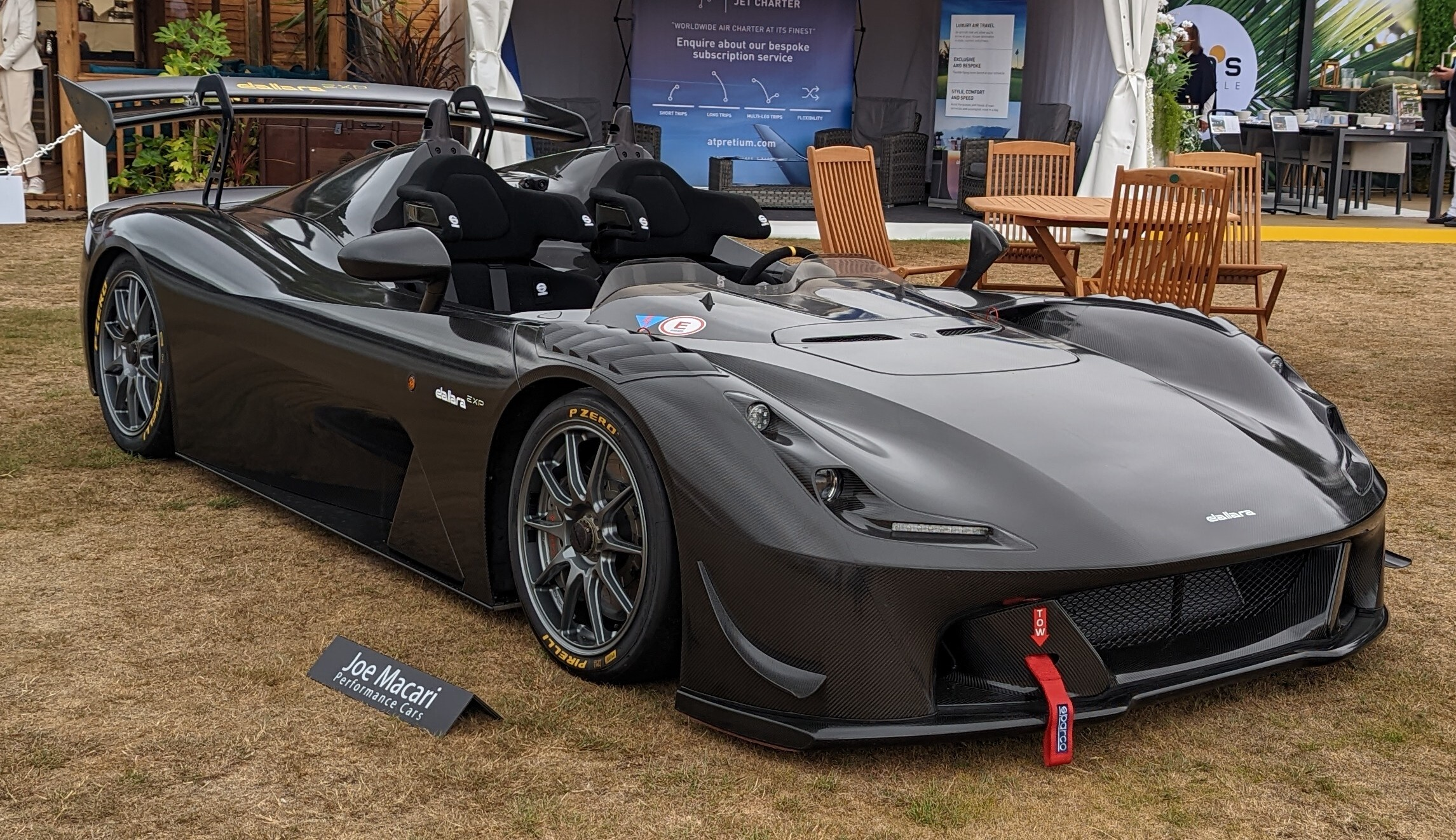
Dallara EXP

En julio de 2021, Dallara presentó el EXP, una versión del Stradale solo para pista. Utiliza el mismo monocasco de fibra de carbono que el coche de calle, pero se han realizado cambios en la carrocería de carbono para mejorar la aerodinámica en la pista. Todavía conserva la modularidad de su carrocería. Se han eliminado el techo y el parabrisas y se han añadido un gran alerón trasero y planos de inmersión delanteros para aumentar el agarre. Esto permite que el automóvil genere 1250 kg (2755 lb) de carga aerodinámica a una velocidad máxima de 286 km/h (178 mph) y de 0 a 100 km/h (0 a 62 mph) en 3,2 segundos. Al igual que el Stradale, el Dallara EXP está propulsado por un motor EcoBoost de cuatro cilindros y 2,3 litros modificado por Bosch tomado del Focus RS. La potencia se ha elevado a 500 PS (368 kW; 493 hp) y 700 N⋅m (516 lb⋅ft) de torque. El peso seco del automóvil es de 890 kg (1962 lb). A diferencia de la versión de calle, la versión de pista sólo está disponible con una caja de cambios manual secuencial de seis velocidades y un diferencial de deslizamiento limitado Quaife.